# Man, taraneh, panzdah sal daram
Man, taraneh, panzdah sal daram è un film del 2002 diretto da Rasoul Sadrameli.

## Riconoscimenti
- 2002 - Locarno Festival
  - Premio speciale della giuria